# Tazarut
Tazarut (en árabe: تازروت‎, en francés: Tazroute) es un municipio marroquí en la región de Tánger-Tetuán-Alhucemas. Desde 1912 hasta 1956 perteneció a la zona norte del Protectorado español de Marruecos.